# Sizzano
Sizzano est une commune italienne de la province de Novare, dans la région Piémont.

## Économie
Le vignoble de Sizzano produit un vin rouge de grande qualité.

## Administration
| Période                                  | Période | Identité | Étiquette | Qualité |
| ---------------------------------------- | ------- | -------- | --------- | ------- |
|                                          |         |          |           |         |
| Les données manquantes sont à compléter. |         |          |           |         |

### Communes limitrophes
Carpignano Sesia, Cavaglio d'Agogna, Fara Novarese, Ghemme.